# Leasing
Leasing är ett sätt att finansiera en persons eller ett företags fordon, maskiner eller inventarier. IAS 17 definierar två former av leasing: finansiell och operationell. Finansiell leasing innebär att leasetagaren betalar en avgift till en leasegivare för att få nyttja en tillgång, och att leasetagaren även är ansvarig för denna tillgång under leaseperioden. Operationell leasing definieras som en leasing som inte är en finansiell leasing, vilket oftast innebär att den part som leasar ut fortfarande har ansvar för tillgången. Leasingavgiften beräknas utifrån finansiella parametrar såsom varans pris, avtalets löptid, restvärde efter löptidens utgång, ränta, försäkringskostnad m.m.  Ofta förenas avtalet i ett finansiellt leasingavtal med ett villkor om att leasetagaren ska få köpa egendomen vid periodens utgång. Hyra och återköpspris beräknas efter detta.
Så kallad "sale and lease back" går ut på att ägaren till en tillgång säljer denna till ett företag och sedan omedelbart hyr den tillbaka.
På svenska kan man också säga långtidshyra. Vissa företag gör skillnad på leasing och långtidshyra, men distinktionen finns varken i allmänt språkbruk eller i lagstiftningen.

## Leasingavtal av fordon för privatpersoner
Ett leasingavtal löper oftast över tiden om 3 år. Leasingavtalet sker vanligtvis med 0 kronor i kontantinsats med ett löpande avtal med månadsbetalning under leasingperioden. Under avtalsperioden får den leasande enbart köra X antal mil som leasingfirman förutbestämt under perioden.
Har fordonet brukats hårdare, körts en längre sträcka än de förutbestämda x antal mil, kan den avtalsbärande personen bli betalningsskyldig om fordonet ej går igenom besiktningen.

## Nackdelar med leasing
- Kan vara svårt och dyrt att säga upp avtal i förtid.
- Kan innebära extra kostnader vid slitage.
- Kan bli mycket dyrt att köra mer än på förhand avtalad sträcka.
- Otydligt konsumentskydd jämfört med att köpa.
- Ej avdragsgill räntekostnad jämfört med ett lån.
- Diverse andra begränsningar att göra saker med bilen då man inte äger den.
- Vid dödsfall kan ev. make/maka bli tvungen att fortsätta leasingen.

## Fördelar med leasing
- Skatteavdrag (gäller endast none-true lease)
- Inga återförsäljningskostnader
- Företag kan specialisera sig på sin kärnverksamhet
- Skuldsättningsgraden kan ökas på grund av minskade distress costs
- Ingen transfereringsrisk - Leasingföretaget står för risken
- Främjar mindre företag/organisationer i deras utbreddningsmetod